# Brian Dietzen
Pour les articles homonymes, voir Dietzen.
Brian Dietzen, né le 14 novembre 1977 à Barrington, dans l'Illinois, est un acteur, producteur et scénariste américain.
Il est principalement connu pour son rôle du docteur Jimmy Palmer dans NCIS : Enquêtes spéciales, qu'il interprète depuis 2004.

## Biographie
Brian Dietzen vit avec sa femme à Los Angeles. Le couple a eu un bébé au premier semestre 2009.
La première fois que Brian a joué, c'était sur la scène de son école à l'âge de 8 ans. Il interprétait un elfe maléfique dans un conte de Noël, et de là est née la passion. Il est allé à l'Université de Niwot dans le Colorado, où il a obtenu les rôles principaux dans plusieurs classiques, avant qu'il n'aille étudier le théâtre à l'Université du Colorado dans la troupe Boulder's BFA. Il y rencontra d'ailleurs son ami et mentor, Sean Kelly. 
Avec l'aide de Sean, il obtint le rôle-titre dans la production très acclamée Ils étaient tous mes fils (All My Sons), Equus et En attendant Godot. 
Il a aussi figuré dans des productions comme La Jeune Fille et la Mort (Death and the Maiden), Antigone, et la première locale de “Abingdon Square”. Pendant qu'il travaillait sur plusieurs projets locaux et régionaux, Brian a rejoint le Colorado Shakespeare Festival pour deux ans, et joua dans Henri IV, Henri V (The Chronicle History of Henry the Fifth) et Jules César (Julius Caesar).
Au sortir du lycée, Brian a suivi les conseils de son amie et agent, Patty Kingsbaker, et a déménagé sur la côte ouest des États-Unis, à Los Angeles. Il n'a pas fallu longtemps à Brian pour être fatigué d'attendre que le téléphone sonne pour des auditions, et il a donc décidé d'écrire des lettres à toutes les personnes qui pourraient être intéressées. Sans un agent ou une carte SAG, Brian fut appelé pour une audition par Patrick Rush pour la nouvelle série Warner Bros My Guide to Becoming a Rock Star, produite par John Riggi (Will et Grace, 30 Rock). Son personnage était un personnage récurrent de la série (le batteur du groupe) et Brian fut engagé. Cependant la série n'a pas tardé à s'arrêter, Brian a pu découvrir et apprécier la ville de Vancouver, et est reparti à Los Angeles avec de nouveaux objectifs et espérances quant à sa carrière.
Après son retour, il s'est à nouveau approché de John Riggi pour un duo avec Steve Rudnick (trilogie Super Noël, Match en famille (Kicking and Screaming)). “The Oldest Man in Showbusiness” était très bien écrit, et fut très bien accueilli. Tout de suite après, Brian est parti à Miami pour travailler avec Kelly Clarkson et Anika Rose sur le nouveau film de Rob Iscove (Elle est trop bien), From Justin to Kelly.
Après son retour de Miami, Brian est monté sur scène pour de la lecture avec des amis, et a fini par former le trio comique The Norm avec Kevin Rankin (Friday Night Lights, "Undeclared") et Jill Farley. Le groupe a produit un show comique ainsi qu'une Web série populaire, Coaching Life.
Après l'interruption de The Norm, Brian a été auditionné pour un rôle d'un jour dans la série à succès NCIS : Enquêtes spéciales, et il devient connu du grand public dans la série. Il obtint le rôle et, huit ans plus tard, son personnage de Jimmy Palmer qui assiste toujours le Dr Mallard pendant les autopsies, est promu au rang de personnage régulier pour la saison 10 et est donc crédité au générique depuis cette saison.

## Filmographie

### Cinéma
- 2003 : From Justin to Kelly : Eddie
- 2004 : Purgatory House : Ghost
- 2005 : Self-Inflicted : William Simmons
- 2009 : Une femme piégée : Sheldon Wilkes
- 2011 : Seymour Sally Rufus : Seymour
- 2012 : Karaoke Man : Louis
- 2012 : Congratulations : Jim Riley
- 2014 : One-Minute Time Machine : James

### Télévision

#### Série télévisée
- 2002 : My Guide to Becoming a Rock Star : Owen (saison 1, épisode 8, 9, 10, 11, 12)
- 2002 : Boston Public : David Caplan (saison 2, épisode 2 : Chapitre quarante-six)
- 2003 : One on One : Bellhop (saison 3, épisode 2 : Stepmom, Misstep)
- Depuis 2004 : NCIS : Enquêtes spéciales : Jimmy Palmer (principal depuis la saison 10, récurrent saison 1 à 9)
- 2008 : Hit Factor : Clerk
- 2009 : Destined to Fail : Clay
- 2010 : Past Life : Cole (saison 1, épisode 3 : Unis à jamais)
- 2012 : Inside NCIS : Jimmy Palmer (saison 1, épisode 3 : Autopsy: Bodies of Work)
- 2012 : NCIS: Special Agent DiNozzo Visits Dr. Phil : Jimmy Palmer (non crédité)
- 2013 : Perception : Mark Leighton (saison 2, épisode 8 : Asylum)
- 2013 : NCIS : Nouvelle-Orléans (saison 2, épisode 12 et saison 3, épisode 14)
- 2022 et 2023 : NCIS: Hawaiʻi (saison 2, épisodes 1 et 10)

## Voix françaises
- Christophe Lemoine dans NCIS : Enquêtes spéciales (depuis 2004)